# Bank of New Zealand
Die Bank of New Zealand (BNZ) ist, nach ihrem Vermögen gerechnet, die zweitgrößte Geschäftsbank in Neuseeland und die viertgrößte Bank bezogen auf ihrer Bilanzsumme. Die Bank mit Hauptsitz in Auckland befindet sich seit 1992 im Besitz der australischen National Australia Bank.

## Geschichte
Die Geschichte der Bank of New Zealand reicht weit zurück bis in die Gründerzeit der einstmals britischen Kolonie Neuseeland. Mitte des 19. Jahrhunderts gab es in der Kolonie eine notorische Knappheit an umlaufendem Geld, dem Neuseeland-Pfund. Mehrere Versuche der neuseeländischen Gouverneure Robert FitzRoy, George Edward Grey und Thomas Gore Browne, diese Situation zu ändern, schlugen fehl. Alle vier zwischen 1840 und 1857 in der Kolonie neu gegründeten Banken verfehlten ihre Ziele und wurden wieder aufgelöst. Die einzige Bank, die den Geldmarkt der Kolonie versorgte und gleichzeitig kontrollierte, war die australische Union Bank of Australia, aus der später über eine Fusion mit der Bank of Australasia die Australia and New Zealand Bank (ANZ) hervorging.
Die Geldknappheit, die alles dominierende Union Bank of Australia und der Beginn des Goldrausches in Otago im Mai 1861 waren die Gründe, das neuseeländische Bankensystem auf eine neue und gesündere Grundlage zu stellen. Der New Zealand Bank Act 1861 erteilte die Erlaubnis, die Bank of New Zealand zu gründen, eigene Banknoten zu drucken und in Umlauf zu bringen. Das gleiche Recht erhielt u. a. auch die Bank of New South Wales über den Bank of New South Wales Act 1861. Drei weitere Banken sollten 1864, 1873 und 1874 mit entsprechenden Rechten folgen.

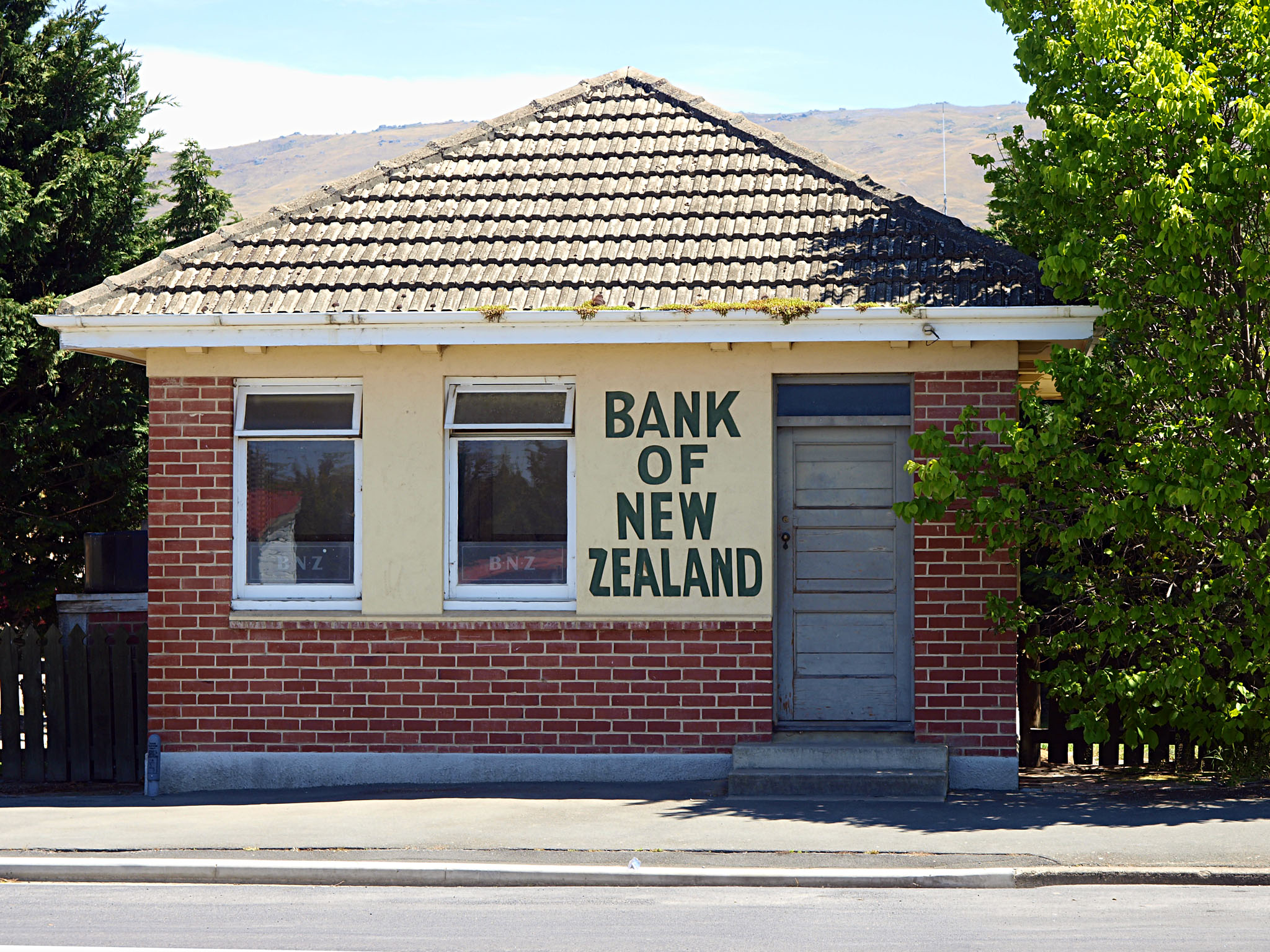
Bankgebäude in ländlicher Gegend, Middlemarch

Nach der Gründung der Bank of New Zealand am 29. Juli 1861 folgte der Start ihrer ersten Geschäftstätigkeit am 16. Oktober 1861 in Auckland. Es folgte die Eröffnung der ersten Zweigstelle am 2. Dezember 1881 in Dunedin auf der Südinsel, der Stadt, die durch den Goldrausch in der Provinz Otago über einige Jahrzehnte zur größten und reichsten Stadt Neuseelands werden sollte.
Ein gutes Jahr nach ihrer Bankgründung eröffnete die Bank of New Zealand im Oktober 1862 bereits ein Büro in London, eröffnete im gleichen Jahr eine Zweigstelle in Wellington und baute nach und nach die Hauptstadt des Landes zur Finanzmetropole aus, um dann in den 1890er Jahren Dunedin als den wichtigsten Finanzplatz der beiden Inseln abzulösen. Bereits 1865 hatte sich die Bank mit £ 360.000 Umsatz als mit Abstand der größten Bank des Landes etabliert.
1895 übernahm die Bank of New Zealand, selbst in Schwierigkeiten, die 1874 in Dunedin gegründete Colonial Bank of New Zealand, um dann mit dem Bank of New Zealand Banking Act 1895 und einer stattlichen Kapitalspritze vom Staat gerettet zu werden. Der Staat übernahm die Bank 1945 komplett und ermöglichte 1986 per Gesetzesänderung eine Kapitalbeteiligung durch Anleger bis zu einem Drittel des Eigenkapitals. Am 14. März 1989 wurde die Bank offiziell unter dem Companies Act als Limited registriert. Ende der 1980er Jahre geriet die Bank wieder in Schwierigkeiten und die neuseeländische Regierung musste sie zusammen mit dem Unternehmen Fay Richwhite & Co. (Tochter Capital Markets Ltd. war Anteilseigner mit 30 % ab Juni 1989) mit über 1,1 Milliarden NZ$ in den Jahren 1990 und 1991 stützen.

Altes Logo, bis September 2008 verwendet.

1992 wurde die Bank of New Zealand schließlich an die National Australia Bank Group verkauft. Am 1. Oktober 2008 änderte man den Markennamen von Bank of New Zealand auf BNZ. Der Unternehmensname (Firma) blieb unverändert.

## Heute

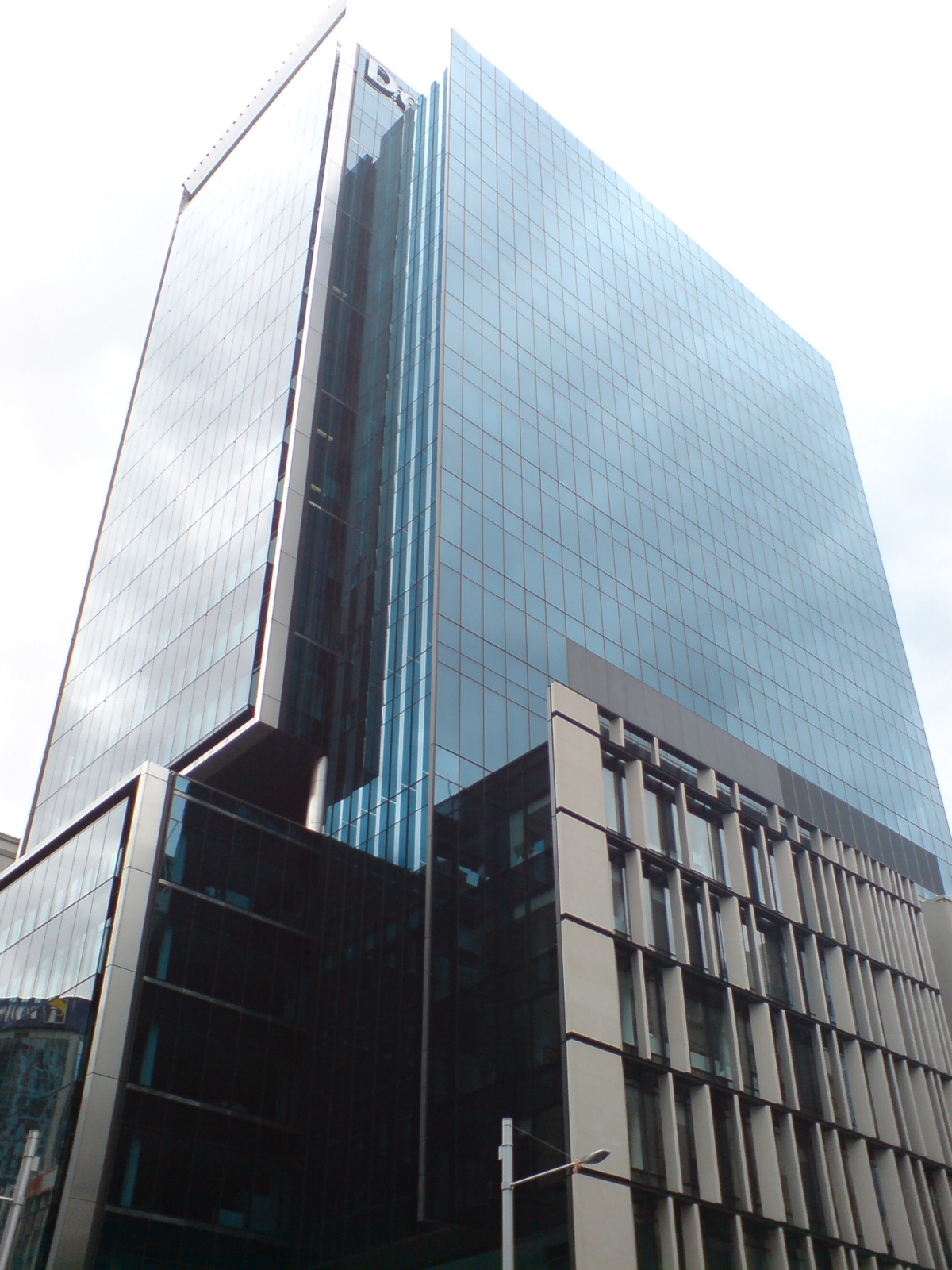
Das Deloitte Centre in Auckland nach seiner Fertigstellung, 2010

Die Bank of New Zealand, einstmals größte Bank in Neuseeland, liegt nach dem Zusammenschluss der ANZ Bank und der National Bank of New Zealand im Jahr 2003, bezogen auf die Bilanzsummen aller Banken, heute auf Platz drei der Geschäftsbanken, die ein Filialnetz betreiben. Obwohl als Geschäftsbank eigentlich auf den neuseeländischen Markt konzentriert, betreibt die Bank seit 1973 auch in Singapur Finanzdienste für Geldanlagen.
Im Juli 2006 wurde die Bank of New Zealand zur Rückzahlung von 5 Mill. NZ$ an seine Kreditkartenkunden verurteilt. Das Unternehmen hatte, wie andere Kreditinstitute im Übrigen auch, in Rechnung gestellte Gebühren für Devisentransaktionen seinen Kunden nicht entsprechende dem Fair Trading Act bekannt gemacht. Die Commerce Commission erließ zusätzlich eine Strafzahlung von 550.000 NZ$ gegen das Unternehmen.
Im Oktober 2009 sollten wie geplant, die neuen Büros des Headoffice der Bank im 200 Millionen NZ$ teuren Büroturm, dem Deloitte Centre in Auckland, bezogen werden. Die Bank of New Zealand sollte damit einer der größten Mieter in ihrem eigenen Prestigeobjekt werden. Dass der Neubau in Auckland nicht bei allen willkommen war, zeigte die Kritik im Blog von Eye on Auckland.